# Beutelsbach (Niederbayern)
Beutelsbach ist eine Gemeinde im niederbayerischen Landkreis Passau. Sie ist Mitglied der Verwaltungsgemeinschaft Aidenbach.

## Geographie

### Geographische Lage
Beutelsbach liegt in der Region Donau-Wald rund zwölf Kilometer südlich von Vilshofen an der Donau, 33 km westlich von Passau,
15 km nördlich von Bad Griesbach im Rottal und Bad Birnbach sowie 22 km nordöstlich von Pfarrkirchen.
Beutelsbach liegt im Klosterwinkel und am Rand des Holzlandes im Unterbayerischen Hügelland.
Im südwestlichen Gemeindegebiet entspringt der Aunkirchner Bach, der bei Aunkirchen in die Vils mündet. Das 8,82 km lange Gewässer trug einst den Namen des Quellortes, nämlich Beutels-Bach.

### Gemeindegliederung
Es gibt 30 Gemeindeteile (in Klammern ist der Siedlungstyp angegeben):
- Aicha (Dorf)
- Anham (Dorf)
- Atzing (Einöde)
- Au (Weiler)
- Bergham (Weiler)
- Beutelsbach (Pfarrdorf)
- Buch (Einöde)
- Fadering (Weiler)
- Freyung (Weiler)
- Goppenberg (Einöde)
- Hinterskirchen (Weiler)
- Kettenham (Weiler)
- Kleeberg (Weiler)
- Klessing (Weiler)
- Kurzenbruck (Weiler)
- Langenbruck (Dorf)
- Ledering (Dorf)
- Moos (Dorf)
- Oberham (Weiler)
- Oberndobl (Einöde)
- Rappmannsberg (Weiler)
- Sextlgrub (Einöde)
- Sperklgrub (Weiler)
- Strixen (Einöde)
- Thal (Weiler)
- Tillbach (Dorf)
- Unterholzen (Weiler)
- Weihersberg (Weiler)
- Wiesa (Einöde)
- Wimpassing (Einöde)

Es gibt nur die Gemarkung Beutelsbach.

### Nachbargemeinden
- Aidenbach
- Egglham (Landkreis Rottal-Inn)
- Haarbach
- Ortenburg
- Vilshofen an der Donau

## Geschichte

### Bis zur Gemeindegründung

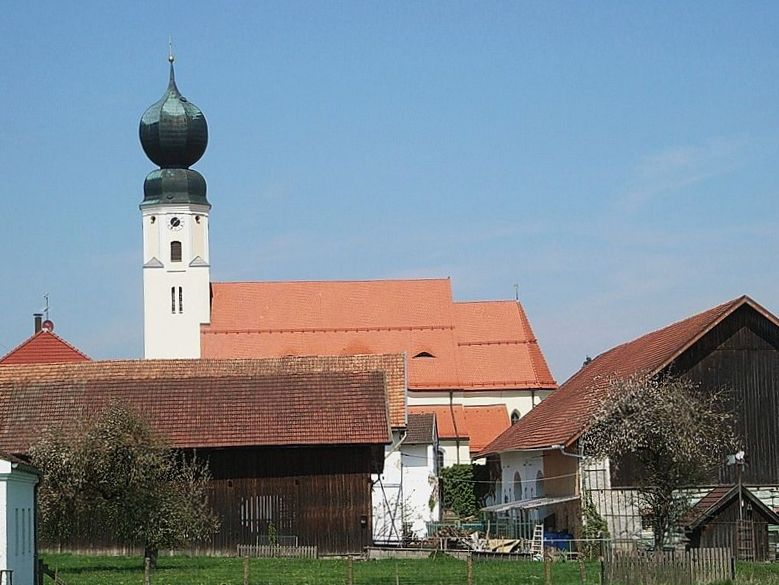
Die katholische Pfarrkirche St. Georg

Bereits in vorchristlicher Zeit war das Gemeindegebiet von Kelten besiedelt. Davon zeugen mehrere im Gemeindebereich befindliche Gräberfelder sowie eine keltische Viereckschanze. Beutelsbach war Teil der Herrschaft Haidenburg. Es gehörte zum Rentamt Landshut und zum Landgericht Vilshofen im Kurfürstentum Bayern. Im Zuge der Verwaltungsreformen in Bayern entstand mit dem Gemeindeedikt von 1818 die heutige Gemeinde.
Die Pfarrei Beutelsbach war von 1447 bis 1806 dem Zisterzienserkloster Fürstenzell inkorporiert.

### Einwohnerentwicklung
Im Zeitraum 1988 bis 2018 wuchs die Gemeinde von 1084 auf 1180 um 96 Einwohner bzw. um 8,9 %.
| Jahr | Einwohner |
| ---- | --------- |
| 1961 | 1097      |
| 1970 | 1058      |
| 1987 | 1082      |
| 1991 | 1112      |
| 1995 | 1091      |
| 2000 | 1133      |
| 2005 | 1109      |
| 2010 | 1136      |
| 2015 | 1110      |

## Politik
- CSU: 5
- FWG: 4
- ÜW: 3

### Gemeinderat
Der Gemeinderat hat zwölf Mitglieder. Bei der Kommunalwahl vom 15. März 2020 haben von den 965 stimmberechtigten Einwohnern in der Gemeinde Beutelsbach, 656 von ihrem Wahlrecht Gebrauch gemacht, womit die Wahlbeteiligung bei 67,98 % lag.

### Bürgermeister
Bürgermeister ist Michael Diewald (CSU), der sich am 16. Dezember 2012 mit 54,9 % der Stimmen gegen seinen Gegenkandidaten durchsetzte. Bei der Kommunalwahl vom 15. März 2020 wurde er mit 93,09 % der Stimmen wiedergewählt. Sein Vorgänger Josef Eglseder (CSU), der seit 2002 im Amt war und 2008 mit 65,77 % der abgegebenen Stimmen im Amt bestätigt wurde, war am 20. September 2012 unerwartet im Alter von 68 Jahren verstorben. Dessen Vorgänger war Hans Röhrner (Überparteiliche Wählergemeinschaft).

### Wappen
| Wappen von Bechhofen | Blasonierung: „In Gold unter einem silbern-rot gespickelten Sparren eine nach linksgewendete, rot bewehrte, schwarze Utterschwalbe.“ |
| Wappen von Bechhofen | Wappenbegründung: Die sogenannte Utterschwalbe (auch Uttenschwalbe; nicht eindeutig bestimmter schwarzer Wappenvogel - Schwarzschwan, Schwarzstorch, Kormoran oder Waldrapp) ist das Wappentier der Freiherren von Closen, die als Inhaber der Herrschaft Haidenburg bedeutende Grund- und Niedergerichtsherren im Gemeindegebiet von Beutelsbach waren. Der in Form von Spitzen geteilte (gespickelte) Sparren in Silber und Rot ist das Abteiwappen des Zisterzienserklosters Fürstenzell. Wappenführung seit 1971; Schreiben der Regierung von Niederbayern vom 13. Oktober 1971. |

## Wirtschaft und Infrastruktur

### Wirtschaft einschließlich Land- und Forstwirtschaft
Im Jahr 1999 bestanden 68 landwirtschaftliche Betriebe mit einer landwirtschaftlich genutzten Fläche von 1363 ha, davon waren 1054 ha Ackerfläche und 303 ha Dauergrünfläche.
2016 waren es 40 landwirtschaftliche Betriebe mit einer landwirtschaftlich genutzten Flächen von 1454 ha, davon waren 1296 ha Ackerland und 158 ha Dauergrünland.
2017 gab es am Arbeitsort 105 sozialversicherungspflichtige Arbeitnehmer. Von der Wohnbevölkerung standen 470 Personen in einem sozialversicherungspflichtigen Beschäftigungsverhältnis, so dass die Zahl der Auspendler um 365 höher war als die der Einpendler. 23 Einwohner waren arbeitslos.

### Bildung
2018 gab es folgende Einrichtungen:
- Kindertagesstätte: 42 genehmigte Plätze, 34 aufgenommene Kinder
- Öffentliche Grundschule mit 2 Klassen und 40 Schülern

## Sonstiges
Als lokale Apfelsorte gilt der „Beutelsbacher Rambur“. Er ist vermutlich im gesamten östlichen Niederbayern bis heute eine noch weit verbreitete Lokalsorte. Die Sorte wurde um 1914 vom Beutelsbacher Bäcker Franz Xaver Klinger als spontan entstandener Zufallssämling entdeckt. Er brachte 1930 Reiser davon zur Baumschule Baumgartner (Nöham bei Passau), wo die Sorte nach ihrem Herkunftsort benannt und bis heute vermehrt und verbreitet wird.